# Agostino Ferrari Toniolo
Agostino Ferrari Toniolo (Pieve di Soligo, 2 agosto 1917 – Albano Laziale, 13 novembre 2004) è stato un vescovo cattolico italiano.

## Biografia
Agostino Ferrari Toniolo nacque a Pieve di Soligo il 2 agosto 1917. Suo nonno materno era l'economista e sociologo Giuseppe Toniolo. Crebbe a Venezia poiché il padre era direttore della Biblioteca nazionale Marciana.

### Formazione e ministero sacerdotale
Compì gli studi universitari a Venezia. In seguito conseguì il dottorato in utroque iure (diritto canonico e civile) presso la Pontificia Università Lateranense con una tesi sul nonno materno intitolata "Stato e democrazia nel pensiero di Giuseppe Toniolo".
Il 6 luglio 1941 fu ordinato presbitero nella basilica di San Marco a Venezia. Venne poi chiamato ad insegnare diritto canonico nel seminario di Venezia e introduzione alle scienze sociali e giuridiche nell'Ateneo cattolico veneto (poi Studium Pio X).
Dopo essere stato nominato cancelliere della Curia patriarcale, nel 1953 si trasferì a Roma per ricoprire l'incarico di vice-assistente centrale della Federazione Universitaria Cattolica Italiana. Nel contempo assunse anche la segretaria del Comitato permanente per le settimane sociali dei cattolici d'Italia, succedendo a monsignor Pietro Pavan, con il quale instaurò un rapporto di intensa amicizia e stretta collaborazione. In questo periodo fu anche docente nella Facoltà di diritto civile della Pontificia Università Lateranense. Per anni fu impegnato nello sforzo di allargare i campi di ricerca al diritto comparato e al diritto internazionale. Partecipò prima, come membro della commissione dell'apostolato dei laici, ai lavori preparatori e poi, come perito, alle sessioni del Concilio Vaticano II. Come monsignor Pavan, collaborò con papa Giovanni XXIII nella redazione delle encicliche Mater et Magistra e Pacem in Terris.

### Ministero episcopale
Il 23 gennaio 1967 papa Paolo VI lo nominò vescovo ausiliare di Perugia e titolare di Tarasa di Bizacena. Ricevette l'ordinazione episcopale il 18 marzo successivo dal cardinale Giovanni Urbani, patriarca di Venezia, coconsacranti l'arcivescovo di Perugia Raffaele Baratta e quello titolare di Emmaus Franco Costa.
Nel 1969 venne nominato pro-presidente della Pontificia commissione delle comunicazioni sociali. Dal 1971 al 1992 fu al servizio della Curia romana, prima come osservatore permanente della Santa Sede presso la FAO e il Programma alimentare mondiale, quindi nel Consiglio mondiale della alimentazione e infine presso il Fondo internazionale per lo sviluppo agricolo.
Il 1º ottobre 1992 papa Giovanni Paolo II accettò la sua rinuncia all'incarico per raggiunti limiti d'età.
Morì ad Albano Laziale il 13 novembre 2004. Le esequie si tennero il 16 novembre alle ore 15 nel duomo di Santa Maria Assunta a Pieve di Soligo e furono presiedute dal cardinale Marco Cé. La salma venne poi sepolta accanto a quella della nonna nella chiesa di San Martino a Pieve di Soligo.

## Genealogia episcopale
La genealogia episcopale è:
- Cardinale Scipione Rebiba
- Cardinale Giulio Antonio Santori
- Cardinale Girolamo Bernerio, O.P.
- Arcivescovo Galeazzo Sanvitale
- Cardinale Ludovico Ludovisi
- Cardinale Luigi Caetani
- Cardinale Ulderico Carpegna
- Cardinale Paluzzo Paluzzi Altieri degli Albertoni
- Papa Benedetto XIII
- Papa Benedetto XIV
- Cardinale Enrico Enriquez
- Arcivescovo Manuel Quintano Bonifaz
- Cardinale Buenaventura Córdoba Espinosa de la Cerda
- Cardinale Giuseppe Maria Doria Pamphilj
- Papa Pio VIII
- Papa Pio IX
- Cardinale Alessandro Franchi
- Cardinale Giovanni Simeoni
- Cardinale Antonio Agliardi
- Cardinale Basilio Pompilj
- Cardinale Adeodato Piazza, O.C.D.
- Cardinale Giovanni Urbani
- Vescovo Agostino Ferrari Toniolo